# Râul Bârlogu, Ariniș
Râul Bârlogu este un curs de apă, afluent al râului Ariniș. 